# アルチオマイシン
アルチオマイシン（英：Althiomycin）又はマタマイシン（英：matamycin）はチアゾール系抗生物質で、グラム陽性菌およびグラム陰性菌に効果がある。matamycinの名前は「Mata Hari」と接尾辞-mycinに由来する。
アルチオマイシンはStreptomyces matensisから分離され、1959年にMargalithらによって初めて報告された。タンパク質合成阻害薬として作用し、その作用部位は細菌のリボソームの50Sサブユニットである。